# Подводные лодки Джевецкого
Подводные лодки Джевецкого — ряд моделей боевых подводных аппаратов русского инженера-изобретателя С. К. Джевецкого. Иногда позиционируется как первая в мире серия боевых подводных лодок.
Применялись в 1880-е годы в системе обороны российских военных портов на Балтийском и Чёрном море. После модернизации ограниченно использовались во время русско-японской войны (1904—1905).

## История проекта

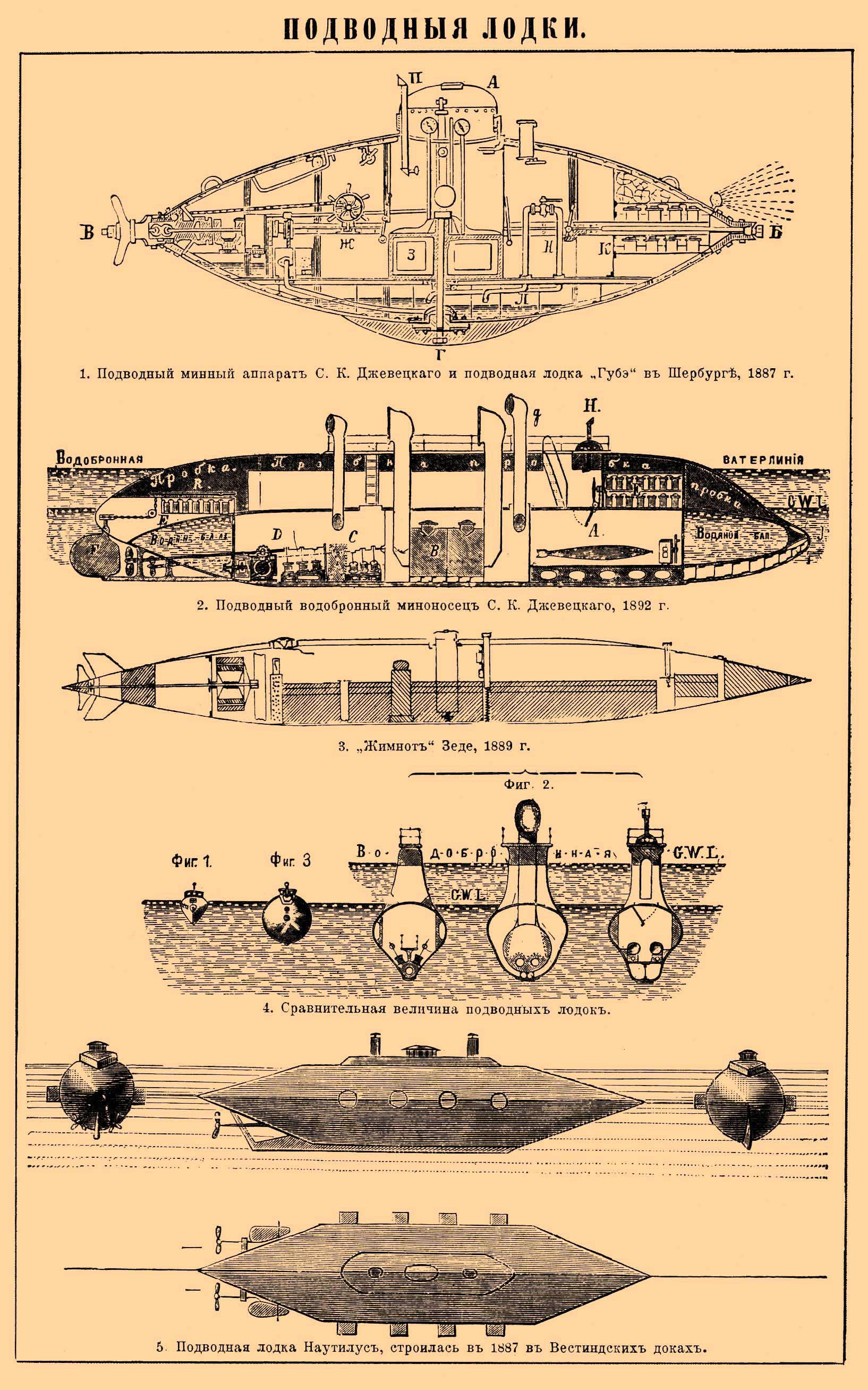
Подводные лодки Джевецкого различных конструкций в Энциклопедии Брокгауза и Ефрона. Между 1890 и 1907.

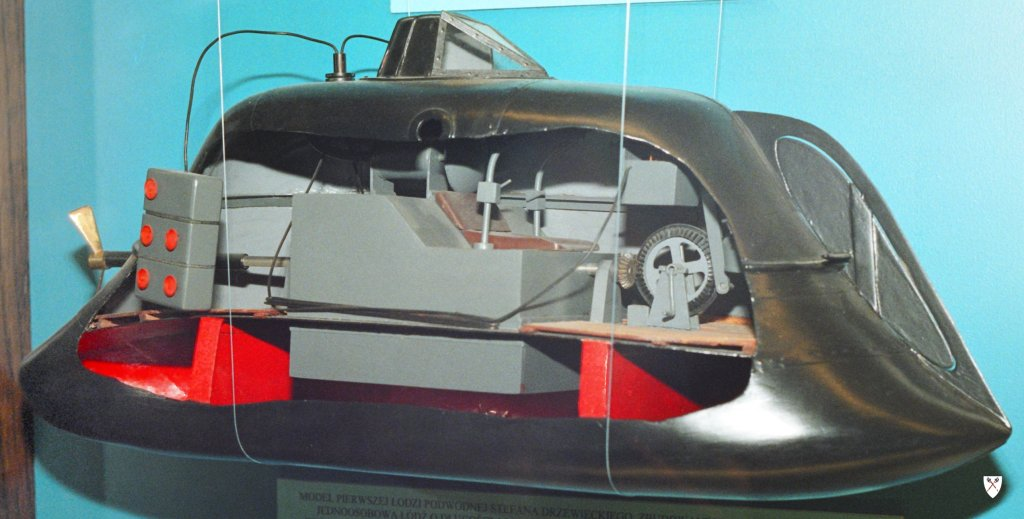
Первая подводная лодка Джевецкого, построенная в Одессе в 1877—1878 гг. Модель в Центральном Морском музее в Гданьске.

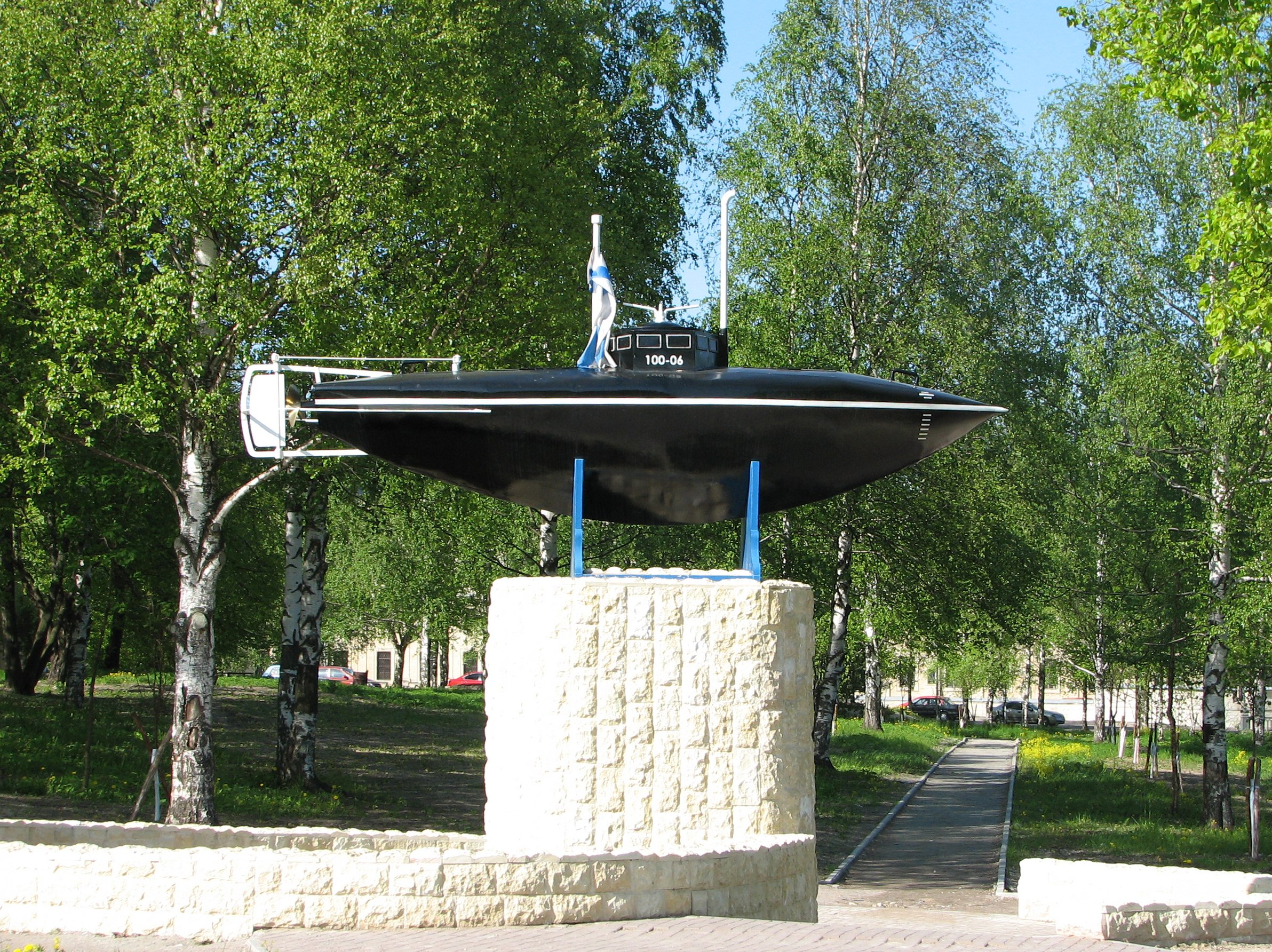
Памятник подводной лодке Джевецкого, установленный в Гатчине, месте испытания второй модели подводной лодки

В 1878—1879 годах инженер-изобретатель С. Джевецкий построил два экспериментальных подводных аппарата (малый одноместный и более крупный четырёхместный), приводимых в действие педальным приводом и способных запускать с глубины к поверхности всплывающие мины.
Первая модель его подлодки была построена в Одессе в 1878 г., она называлась «Подаскаф», была спроектирована еще в 1876 году.
Вторая модель — «Подводный минный аппарат» (1879) была большего размера и значительно усовершенствована. Ход их не превышал 4 узлов. Она была испытана в 1880 (1881?) году на Серебряном озере 59°33′54″ с. ш. 30°06′37″ в. д. в Гатчине в присутствии будущего императора Александра III. Джевецкий маневрировал под шлюпкой, где находились император с женой Марией Федоровной, взорвал миной плотик-мишень, а после причаливания преподнёс даме букет её любимых орхидей. Аппарат получил от Александра III высокую оценку: «Эта лодка, я уверен, будет иметь большое значение в будущем и сделает порядочный переполох в морских сражениях».
Третья модель — подводная минная лодка (1884) — была длиной около 5 м, шириной 1,3 м и высоту 1,8 м; водоизмещение составило 5,8 т. В третьем варианте изобретатель оставил только один кормовой винт с приспособлением поворота его в горизонтальной плоскости. Поэтому экипаж сократился до трех человек. Для погружения лодки инженер применил лишь один передвижной груз [Все эти способы, вообще выводящие ось подлодки из горизонтального её положения в наклонное, не совершенны и бывают опасны.]. Вместо ножного привода были приспособилены современные электрические аккумуляторы. Подлодка напоминала продукцию фирмы известной «Le Goubet»; Губэ был чертёжником и помощником С. Джевецкого в Париже и лишь несколько усовершенствовал его подводную лодку, выпустив её в Шербурге под своим именем. После успешного испытания был сделан срочный правительственный заказ на серию из 50 подводных лодок. Таким образом, субмарина Джевецкого стала первой в России и мире серийной подводной лодкой. Перед запуском в серию проект был незначительно доработан, в частности, экипаж сокращён до 3 человек. 15 таких подлодок было построено для сухопутных минных рот инженерного ведомства. В конце XIX века корпусы этих подводных лодок утилизированы для морских бакенов.
Подводные лодки Джевецкого находились в строю около пяти лет. Как впоследствии отмечал русский инженер-историк Голов, «приходилось сознаться в бесполезности этой флотилии для защиты берегов вследствие их главного недостатка — незначительной скорости хода, которая даже при самых благоприятных условиях редко переходила за 3 узла» (5,5 км/час). Кроме того, по сравнению с торпедами всплывающие мины быстро стали анахронизмом.

## Конструкция
Вторая модель Джевецкого («Подводный минный аппарат») была почти треугольная в поперечном разрезе, имела рыбовидную форму в продольном разрезе;
Она была однокорпусной конструкции и изготавливалась из склёпанных стальных листов толщиной в 5 мм; стальной корпус длиною 19 фт., высотой 5½ и шириною 4 фт. Объём 104 куб. фута, вес 140 пудов, ещё до 40 пудов свинца и около 2 пудов воды. В середине верхнего выпуклого листа сделан овальный вырез, по краям которого приклепан медный фонарь с иллюминаторами (башенка); здесь помещаются головы 4 людей, составляющих экипаж подлодки, который работает ногами на велосипедный привод, передающий зубчатыми колесами движение гребному винту. В верхнем же листе вделаны (спереди и сзади фонаря) 2 медные чашки, закрывающиеся створчатыми дверцами на шарнирах; изнутри можно открыть эти дверцы; 2-пудовая пироксилиновая гальваническая мина, лежащая в чашке, имеет сверху 2 резиновых мешка, соединенных каучуковой трубкой с внутренностью подлодки; как только напустят в мешки сжатого воздуха, эти мешки надуются и своею плавучестью присосутся к подчасти неприятельского корабля, удерживая мину так сильно, что её трудно оторвать; тогда подлодка дает задний ход, сматывая с вьюшки проводники и взрывая мину по желанию. В прочные резервуары накачивается кислород или воздух от 100 до 200 атмосфер и выпускается в подлодку по мере надобности. Для погружения этой подлодки Джевецкий применил оригинальный способ перемещения внутреннего груза к носу или к корме — для сообщения движения лодки книзу или кверху. При помещении обоих грузов в середине подлодки она идет горизонтально.
Три члена экипажа размещались сидя в центре корпуса, так, чтобы головы помещались в шестигранный купол с иллюминаторами. В передней части купола был устроен перископ для наблюдения из-под воды.
Имела подвижный винт, заменявший в то же время руль. Кормовой винт приводился в действие ножным педальным приводом. Три человека могли в течение двух часов сообщать лодке скорость в 2,5—3 узла. Винт был поворотным и выполнял роль горизонтального руля. Для управления в вертикальной плоскости использовались два перемещавшихся внутри лодки груза, которые создавали дифферент на нос или корму.
Для регенерации воздуха применялась его прокачка через раствор едкого натрия. Также по мере надобности использовался сжатый воздух из запаса для продува балластной цистерны. Это позволяло пребывать под водой до 50 часов. На перископной глубине также предполагалось использовать выдвижную вентиляционную трубку. Рабочей глубиной погружения считалось 8 метров, допустимой — 12,5 м. Внутреннее освещение отсутствовало, экипаж должен был работать на ощупь или при отблесках света из иллюминаторов.
Вооружение составляли две мины, начиненные каждая по 32 кг пироксилина. Мины размещались в углублениях на корпусе лодки. Для придания положительной плавучести их окружали резиновые мешки, наполненные воздухом. Предполагалось, что подводная лодка способна незаметно подойти к стоящему на якоре неприятельскому судну и занять позицию у него под килем. После этого мины освобождались, они всплывали и, связанные друг с другом тросом, охватывали корпус судна. Выпустив мины, лодке надлежало удалиться на безопасное расстояние и взорвать заряды по электрическому проводу.
Подводный водобронный миноносец
Подводный водобронный миноносец делится резко на 2 части: подводный стальной корпус самой лодки с карапасной палубой и узкая деревянная надстройка над ним. Поплавок этот сверху весь заполнен пробкою, и если бы он был расстрелян, то никакого вреда для самой подлодки не ощутилось бы; в то же время надстройка эта, плавая над водой, служит помещением командиру и рулевому, а также для перехода через непроницаемые двери: из минного отделения в котельное, которое вентилируется через трубу или в машинное отделение, где стоит воздушный насос — между машинами, вращающими три винта; динамо-машина, получающая энергию от вторичных элементов, находится в самой задней части машинного отделения и может давать «задний ход» при турбинном или газовом двигателе. Сзади винтов помещен балансирный вертикальный руль. Сквозь бронированную башенку для командира и рулевого пропущена оптическая труба с большим полем зрения. В носовом и кормовом отсеках водяной балласт может быть уменьшен по желанию. Дымовая и вентиляционная трубы снабжены автоматическими затворами, чтобы вода не могла попасть внутрь, на случай, если бы подлодка нырнула.
Длина 130 дюймов; наибольшая ширина 12 дюймов; запасы топлива на 70 часов среднего хода. Водоизмещение при поверхностном ходе — 140 тонн, запас плавучести = 60 тонн, углубление ахтерштевня = 10 футов; при водобронном ходе — 155 тонн, запас плавучести = 40; углубление ахтерштевня = 15,5 футов, при подводном погружении = 163 тонны, запас плавучести — 2 тонны. Машины по 800 л. с. развивают 2400 сил.
Скорость хода при поверхностном погружении — 24 узлам, при водобронном погружении — 19 узлам, при подводном погружении — 15 узлам.
Продольная остойчивость рассчитана так, что обеспечена возможность перехода до 3 человек с носа на корму и обратно без чувствительного изменения наклона оси подлодки.
Во время поверхностного хода динамо подлодки заряжает аккумуляторы, пользуясь частью работы главной машины; стоя на якоре, легко разобщить гребной винт.
Во время подводного хода подлодки на поверхности воды не остается никаких следов, обнаруживающих присутствие подлодки. Вентиляция обеспечена вполне вторичными элементами, которые помещены в герметически закрытых помещениях, к тому же вентилируемых машинками. Крепость корпуса рассчитана на погружение подлодки до 65 футов глубины.
Команда — 12 человек. Подлодка вооружена 2 минными пушками и 6 запасными минами Уайтхеда.

## Служба

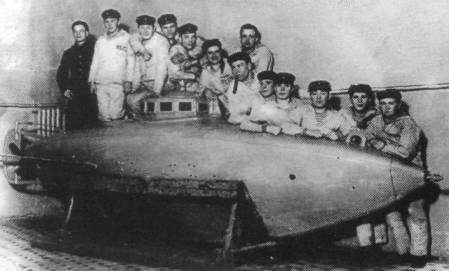
Лодка Джевецкого

Подводные лодки Джевецкого, предназначенные для активной береговой обороны важнейших приморских крепостей, относились не к Морскому, а к Военному ведомству, и состояли на вооружении крепостных минных рот (соответственно, они не несли военно-морского Андреевского флага и вообще не относились к военным судам)
С 1880 г. на Невском заводе в Петербурге под наблюдением корабельного мастера П. А. Титова было построено 25 лодок Джевецкого, еще 25 штук заказали на заводе Плато в Париже.
29 августа 1881 г. была устроена демонстрация с участием Джевецкого одной из серийной лодок военному министру генералу П. С. Ванновскому. Лодка провела успешные эволюции и атаку миной стоящего на якоре судна. Военный министр дал указание из 50 поступивших лодок 16 оставить на Балтике, а 32 перевезти на Чёрное море. Одна лодка находилось в непосредственном распоряжении Военно-инженерного ведомства, а ещё одна была оставлена Джевецкому для дальнейших опытов

### Балтийское море
Головная лодка серии проходила испытание в Военной гавани Кронштадта с 15 мая по 30 августа 1882 г. Командиром лодки в это время был лейтенант И. И. Чайковский (брат композитора). За 57 ходовых дней лодка пробыла под водой 96 часов. Испытания были признаны успешными. Лейтенант Чайковский внёс предложение окрасить светящейся краской рукоятки и маховики, чтобы их можно было различать в темноте. В дальнейшем лодкой командовал подпоручик Гросс. В июне 1883 г. назначенный новым командиром лодки мичман Чижов из-за неопытности едва не погубил её при первом же погружении. Видимо, эта кронштадтская лодка была единственная, которая действительно активно эксплуатировалась. Официально лодки оставались на вооружение Кронштадтской крепостной минной роты до конца 1886 г.

### Черное море
19 ноября 1881 г. из Петербурга был отправлен железнодорожный состав из 16 платформ с 32 лодками и крытого вагона с 19-ю ящиками комплектующих частей и паровой помпой. 2 декабря состав прибыл в Одессу. В конце декабря того же года 8 лодок были отправлены в Севастополь на транспорте «Дунай». В Севастополе на Монастырском берегу Карантинной бухты была устроена база для лодок. Однако до января 1883 г. лодки не имели полного комплекта оборудования, но всё же использовались минерами севастопольской минной роты для обучения.
19 мая 1887 г. в целях изучения различных типов минного оружия в Севастополе были проведены испытания одной из лодок Джевецкого. Лодка должна была отойти от пристани, пройти под водой под стоящим на якоре в 85 саженях от берега катером и вернуться назад. В рапорте проводившей испытания комиссии говорилось: «В аппарат спустились поручик Андреев и три самых опытных в подводном плавании нижних чина. В бухте было совершенно тихо. Лодка двигалась сначала по поверхности воды, затем опустилась так, что фонарь исчез под водой, осталась видна только труба с отражательной призмой, назначенной для направления движения. При этом лодка почти тотчас же потеряла направление и пошла в сторону от назначенной цели…». Испытания были признаны неудачными, что имело негативные последствия для дальнейшего нахождения подводных лодок в системе береговой обороны.

## Судьба лодок Джевецкого после исключения со службы

Бакен, сделанный с использованием корпусов подводных лодок

15 февраля 1888 г. лодки вместе с другими средствами активной минной обороны были переданы из Военного в Морское ведомство.
26 мая 1890 г. комиссия минной (торпедной) станции Черноморского флота осмотрела лодки Джевецкого в Севастополе. По итогам её работы командир Севастопольского порта контр-адмирал М. Д. Новиков доложил 7 июня в штаб Черноморского флота, что лодки вовсе не пригодны для дела. Позже аналогичный вывод был сделан и на Балтийском флоте.
20 июля 1891 г. генерал-адмирал великий князь Алексей Александрович принял решение: «В виду непригодности подводных лодок Джевецкого для активной защиты портов при современных условиях военных действий на море … испросить разрешение на разломку означенных подводных лодок с обращением в лом металлов… …Три или четыре лодки оставить для портовых надобностей, как-то осмотра подводной части судов, гидротехнических сооружений, водолазных работ и минных заграждений, а также для разных опытов». Две кронштадтские лодки были оставлены для водолазного класса, одна — переведена в Либаву.
При разборке лодок снятые с них помпы устанавливались на других кораблях, а также на береговых водокачках. 28 января 1893 г. главный командир Черноморского флота вице-адмирал Н. В. Копытов предложил использовать корпуса лодок под бакены. На флоте к тому времени оставалось 14 аппаратов. Изготовление бакенов производилось в Николаеве. Три бакена было изготовлено в Кронштадте.
В 1900 г. начальник кронштадтского порта вице-адмирал С. О. Макаров докладывал: «На отношение Главного морского штаба от 22 марта сего года за № 640 уведомляю, что подводных лодок Джевецкого имеется восемь штук. Семь из них по корпусам вполне исправны, а восьмая неисправна и не может быть исправлена… Как корпуса, так и механизмы весьма хорошей и крепкой работы. Каждая лодка стоит 9 000 рублей». На Черном море к 1904 г. оставался всего лишь один пустой корпус лодки в Николаеве.

## Проекты модернизации
Начиная с 1883 г. Джевецкий предлагал проекты модернизации своих подводных лодок. В 1885 г. он представил две лодки, оборудованные электродвигателями (одна из них с водометным движителем). Однако Морской технический комитет не счел возможным принять их на вооружение. В 1895 г. Джевецкий проводил опыты по оснащению лодок наружными трубчатыми торпедными аппаратами.
В 1897 году С. К. Джевецкий разработал проект водобронного миноносца — низкосидящего полуподводного судна с паровой машиной для надводного хода и электромотором для полупогруженного движения (когда над поверхностью воды возвышается только верхняя палуба и часть надстроек).
В 1900 г. контр-адмирал В. К. Витгефт высказался за использование субмарин для оказания психологического давления на вероятного противника. Витгефт предложил вооружить лодки Джевецкого торпедными аппаратами и доставить на Дальний Восток с обязательным заходом в Японию для того, чтобы лодка была замечена японцами. Одна из лодок была действительно отремонтирована, и на пароходе «Дагмар» привезена в Порт-Артур. В 1902 г. Витгефт сообщил в Главный Морской штаб, что в Порт-Артуре лодку оборудовали двумя наружными решетчатыми торпедными аппаратами и включили в систему обороны крепости, хотя она не применялась из-за недостатков мускульного привода — быстрого уставания экипажа и малой скорости.

Катер малой видимости «Кета»

Во время русско-японской войны были сделаны попытки создания на основе лодок Джевецкого «полуподводных» судов — для плавания в положении, когда над водой остаётся только верхняя часть рубки («катер малой видимости»).
В 1904 г. в Петербурге путём глубокой модернизации лодок Джевецкого были введены в строй оснащенные двигателями внутреннего сгорания и рамочными торпедными аппаратами «полуподводные миноносцы» — «Кета» по проекту С. А. Яновича и «Челим» по проекту лейтенанта С. А. Боткина.
Обе лодки были доставлены по железной дороге на Дальний Восток. «Челим» по прибытии во Владивосток оказался негодным к боевому использованию, а «Кету» перевели в низовья Амура, где летом 1905 г. она несла дозорную службу на подступах к Николаевску-на-Амуре, выходила в Амурский лиман и Татарский пролив, имела визуальные контакты с японскими миноносцами. Всего в 1905 г. «Кета» совершила 17 выходов, пройдя 948 миль. После войны продолжала нести службу в Сибирской флотилии, пока 30 сентября 1908 г. не была исключена из списков и отдана на слом.